# Led
Un diodo emisor de luz o led (también conocido por la sigla LED, del inglés light-emitting diode) es una fuente de luz constituida por un material semiconductor dotado de dos terminales. Se trata de un diodo de unión p-n, que emite luz cuando está activado. Si se aplica una tensión adecuada a los terminales, los electrones se recombinan con los huecos en la región de la unión p-n del dispositivo, liberando energía en forma de fotones. Este efecto se denomina electroluminiscencia, y el color de la luz generada (que depende de la energía de los fotones emitidos) viene determinado por el ancho de la banda prohibida del semiconductor. Los ledes son normalmente pequeños (menos de 1 mm²) y se les asocian algunos componentes ópticos para configurar un patrón de radiación.
Los primeros ledes fueron fabricados como componentes electrónicos para su uso práctico en 1962 y emitían luz infrarroja de baja intensidad. Estos ledes infrarrojos se siguen empleando como elementos transmisores en circuitos de control remoto, como son los mandos a distancia utilizados dentro de una amplia variedad de productos de electrónica de consumo. Los primeros ledes de luz visible también eran de baja intensidad y se limitaban al espectro rojo. Los ledes modernos pueden abarcar longitudes de onda dentro de los espectros visible, ultravioleta e infrarrojo, y alcanzar luminosidades muy elevadas.
Los primeros ledes se emplearon en los equipos electrónicos como lámparas indicadoras en sustitución de las bombillas incandescentes. Pronto se asociaron para las presentaciones numéricas en forma de indicadores alfanuméricos de siete segmentos, al mismo tiempo que se incorporaron en los relojes digitales. Los recientes desarrollos ya permiten emplear los ledes para la iluminación ambiental en sus diferentes aplicaciones. Los ledes han permitido el desarrollo de nuevas pantallas de visualización y sensores, y sus altas velocidades de conmutación permiten utilizarlos también para tecnologías avanzadas de comunicaciones.
Hoy en día, los ledes ofrecen muchas ventajas sobre las fuentes convencionales de luces incandescentes o fluorescentes, destacando un menor consumo de energía, una vida útil más larga, una robustez física mejorada, un tamaño más pequeño así como la posibilidad de fabricarlos en muy diversos colores del espectro visible de manera mucho más definida y controlada; en el caso de ledes multicolores, con una frecuencia de conmutación rápida. 
Estos diodos se utilizan ahora en aplicaciones tan variadas que abarcan todas las áreas tecnológicas actuales, desde la Bioingeniería, la Medicina y la Sanidad, pasando por la nanotecnología y la computación cuántica, los dispositivos electrónicos o la iluminación en la ingeniería de Minas; entre los más populares están la retroiluminación de pantallas de TV y ordenador, así como de dispositivos móviles la luz de navegación de los aviones, los faros delanteros de los vehículos, los anuncios publicitarios, la iluminación en general, los semáforos, las lámparas de destellos y los papeles luminosos de pared. Desde el comienzo de 2017, las lámparas led para la iluminación de las viviendas son tan baratas o más que las lámparas fluorescentes compacta de comportamiento similar al de los ledes. También son más eficientes energéticamente y, posiblemente, su eliminación como desecho provoque menos problemas ambientales.

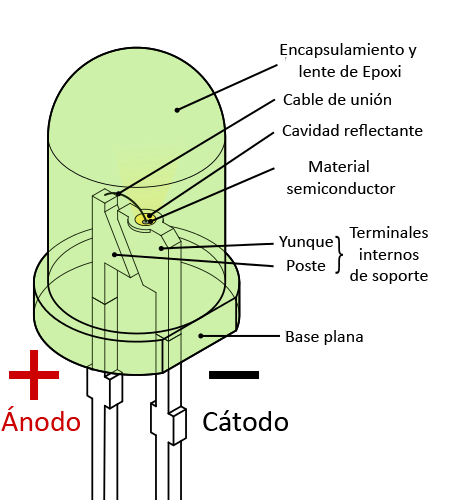
Partes de un led convencional. Las superficies planas del yunque y del poste dentro del encapsulamiento de epoxi actúan como anclajes para evitar que los conductores se desplacen por un esfuerzo mecánico o por vibraciones

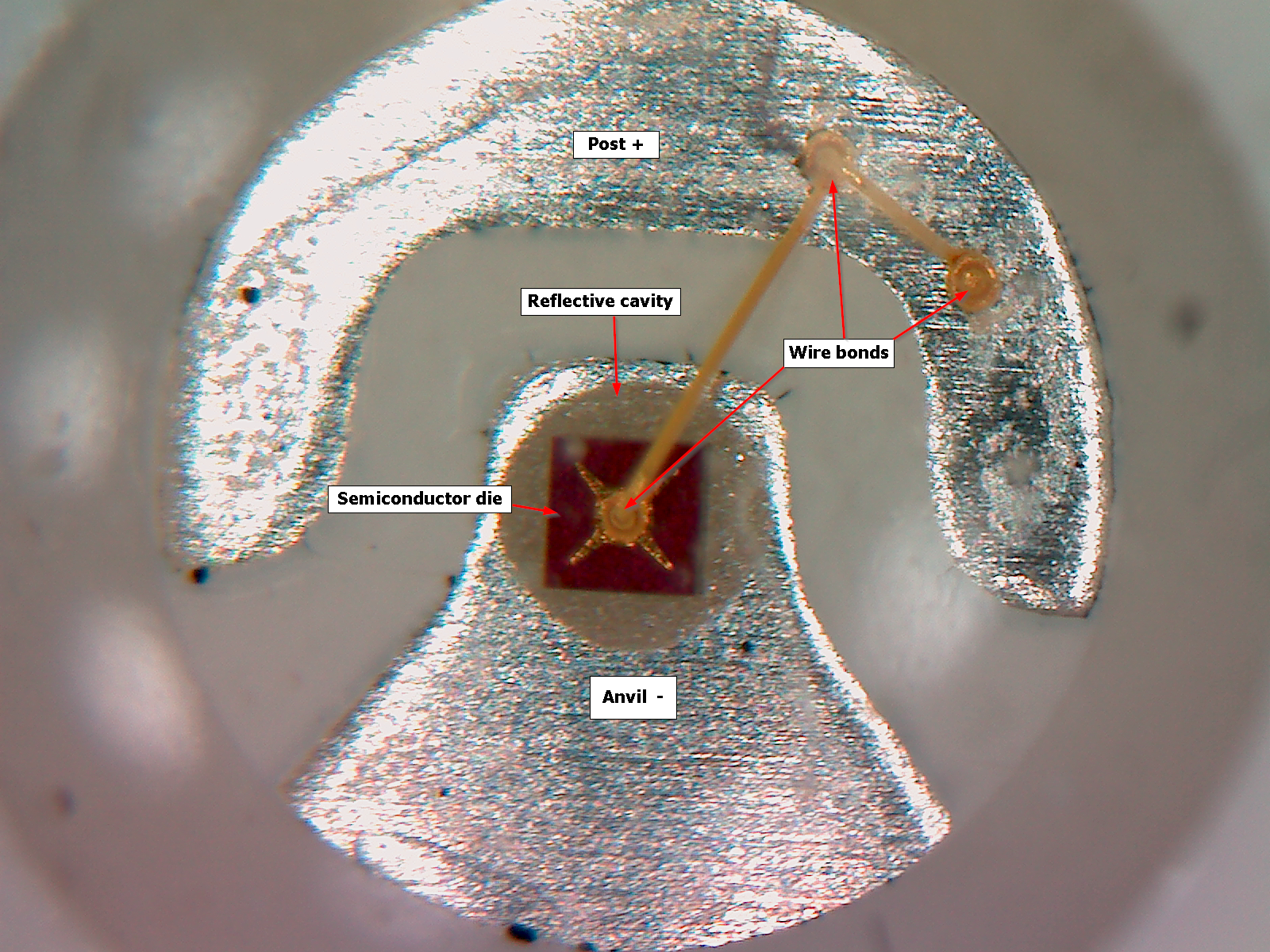
Imagen ampliada de un led de montaje en superficie

## Historia

### Descubrimiento y primeros dispositivos
El fenómeno de la electroluminiscencia fue descubierto en 1907 por el experimentador británico Henry Joseph Round, de los laboratorios Marconi, usando un cristal de carburo de silicio y un detector de bigotes de gato. El inventor soviético Oleg Lósev informó de la construcción del primer led en 1927. Su investigación apareció en revistas científicas soviéticas, alemanas y británicas, pero el descubrimiento no se llevó a la práctica hasta varias décadas más tarde. Kurt Lehovec, Carl Accardo y Edward Jamgochian interpretaron el mecanismo de estos primeros diodos led en 1951, utilizando un aparato que empleaba cristales de carburo de silicio, con un generador de impulsos y con una fuente de alimentación de corriente, y en 1953 con una variante pura del cristal.
Rubin Braunstein, de la RCA, informó en 1955 sobre la emisión infrarroja del arseniuro de galio (GaAs) y de otras aleaciones de semiconductores. Braunstein observó que esta emisión se generaba en diodos construidos a partir de aleaciones de antimoniuro de galio (GaSb), arseniuro de galio (GaAs), fosfuro de indio (InP) y silicio-germanio (SiGe) a temperatura ambiente y a 77 kelvin.
En 1957, Braunstein también demostró que estos dispositivos rudimentarios podían utilizarse para establecer una comunicación no radiofónica a corta distancia. Como señala Kroemer, Braunstein estableció una línea de comunicaciones ópticas muy simple: tomó la música procedente de un tocadiscos y la procesó mediante la adecuada electrónica para modular la corriente directa producida por un diodo de GaAs arseniuro de galio. La luz emitida por el diodo de GaAS fue capaz de sensibilizar un diodo de PbS sulfuro de plomo situado a una cierta distancia. La señal así generada por el diodo de PbS fue introducida en un amplificador de audio y se trasmitió por un altavoz. Cuando se interceptaba el rayo luminoso entre los dos ledes, cesaba la música. Este montaje ya presagiaba el empleo de los ledes para las comunicaciones ópticas.

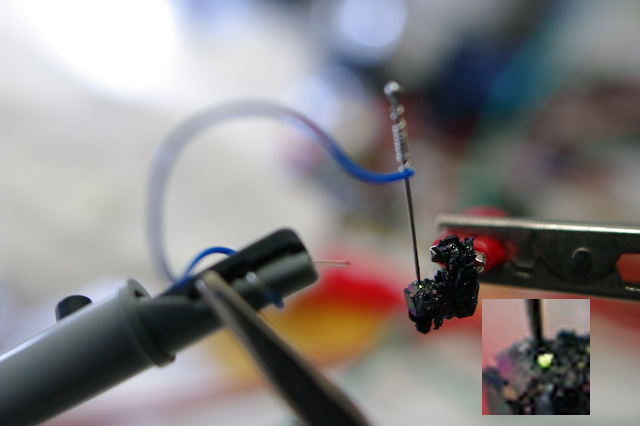
La electroluminiscencia verde de un punto de contacto en un cristal de SiC reproduce el experimento original que realizó Round en 1907

En septiembre de 1961, James R. Biard y Gary Pittman, que trabajaban en Texas Instruments (TI) de Dallas (Texas), descubrieron una radiación infrarroja (de 900 nm) procedente de un diodo túnel que habían construido empleando un sustrato de arseniuro de galio (GaAs). En octubre de 1961 demostraron la existencia de emisiones de luz eficientes y el acoplamiento de las señales entre la unión p-n de arseniuro de galio emisora de luz y un fotodetector aislado eléctricamente y construido con un material semiconductor. Con base en sus descubrimientos, el 8 de agosto de 1962 Biard y Pittman produjeron una patente de título “Semiconductor Radiant Diode” (Diodo radiante semiconductor) que describía cómo una aleación de zinc difundida durante el crecimiento del cristal que forma el sustrato de una unión p-n led con un contacto del cátodo lo suficientemente separado, permitía la emisión de luz infrarroja de manera eficiente en polarización directa. 
A la vista de la importancia de sus investigaciones, tal como figuraban en sus cuadernos de notas de ingeniería y antes incluso de comunicar sus resultados procedentes de los laboratorios de General Electric, Radio Corporation of America, IBM, Laboratorios Bell o las del Laboratorio Lincoln del Instituto Tecnológico de Massachusetts, la Oficina de Patentes y Marcas de Estados Unidos les concedió una patente por la invención de los diodos emisores de luz infrarroja de arseniuro de galio (patente US3293513A de los EE. UU.), que son considerados como los primeros ledes de uso práctico. Inmediatamente después de la presentación de la patente, la TI inició un proyecto para la fabricación de los diodos infrarrojos. En octubre de 1962, Texas Instruments desarrolló el primer led comercial (el SNX-100), que empleaba un cristal puro de arseniuro de galio para la emisión de luz de 890 nm. En octubre de 1963, TI sacó al mercado el primer led semiesférico comercial, el SNX-110.
El primer led con emisión en el espectro visible (rojo) fue desarrollado en 1962 por Nick Holonyak.Jr cuando trabajaba en la General Electric. Holonyak presentó un informe en la revista Applied Physics Letters el 1 de diciembre de 1962. En 1972 M. George Craford, un estudiante de grado de Holonyak, inventó el primer led amarillo y mejoró la luminosidad de los ledes rojo y rojo-naranja en un factor de diez. En 1976, T. P. Pearsall construyó los primeros ledes de alto brillo y alta eficiencia para las telecomunicaciones a través de fibras ópticas. Para ello descubrió nuevos materiales semiconductores expresamente adaptados a las longitudes de onda propias de la citada transmisión por fibras ópticas.

### Desarrollo comercial inicial
Los primeros ledes comerciales fueron generalmente usados para sustituir a las lámparas incandescentes y las lámparas indicadoras de neón así como en los visualizadores de siete segmentos. Primero en equipos costosos tales como equipos electrónicos y de ensayo de laboratorio, y más tarde en otros dispositivos eléctricos como televisores, radios, teléfonos, calculadoras, así como relojes de pulsera. Hasta 1968, los ledes visibles e infrarrojos eran extremadamente costosos, del orden de 200 dólares por unidad, por lo que tuvieron poca utilidad práctica. La empresa Monsanto Company fue la primera que produjo de manera masiva ledes visibles, utilizando fosfuro de arseniuro de galio (GaAsP) en 1968 para producir ledes rojos destinados a los indicadores.
Hewlett-Packard (HP) introdujo los ledes en 1968, inicialmente utilizando GaAsP suministrado por Monsanto. Estos ledes rojos eran lo suficientemente brillantes como para ser utilizados como indicadores, puesto que la luz emitida no era suficiente para iluminar una zona. Las lecturas en las calculadoras eran tan débiles que sobre cada dígito se depositaron lentes de plástico para que resultaran legibles. Más tarde, aparecieron otros colores que se usaron ampliamente en aparatos y equipos. En la década de los 70 Fairchild Optoelectrónics fabricó con éxito comercial dispositivos led a menos de cinco centavos cada uno. Estos dispositivos emplearon chips de semiconductores compuestos fabricados mediante el proceso planar inventado por Jean Hoerni de Fairchild Semiconductor. El procesado planar para la fabricación de chips combinado con los métodos innovadores de encapsulamiento permitió al equipo dirigido por el pionero en optoelectrónica, Thomas Brandt, lograr las reducciones de coste necesarias en Fairchild. Estos métodos siguen siendo utilizados por los fabricantes de los ledes.

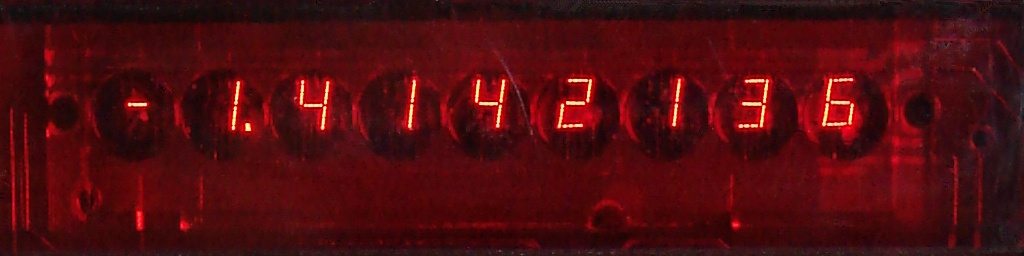
Pantalla led de una calculadora científica TI-30 (aprox. 1978) que utiliza lentes de plástico para aumentar el tamaño visible de los dígitos

La mayoría de los ledes se fabricaron en los encapsulamientos típicos T1¾ de 5 mm y T1 de 3 mm, pero con el aumento de la potencia de salida, se ha vuelto cada vez más necesario eliminar el exceso de calor para mantener la fiabilidad. Por tanto ha sido necesario diseñar encapsulamientos más complejos ideados para conseguir una eficiente disipación de calor. Los encapsulamientos empleados actualmente para los ledes de alta potencia tienen poca semejanza con los de los primeros ledes.

### Led azul
Los ledes azules fueron desarrollados por primera vez por Henry Paul Maruska de RCA en 1972 utilizando nitruro de Galio (GaN) sobre un substrato de zafiro.
Se empezaron a comercializar los de tipo SiC (fabricados con carburo de silicio) por la casa Cree, Inc., Estados Unidos en 1989. Sin embargo, ninguno de estos ledes azules era muy brillante.
El primer led azul de alto brillo fue presentado por Shuji Nakamura de la Nichia Corp. en 1994 partiendo del material Nitruro de Galio-Indio (InGaN). Isamu Akasaki y Hiroshi Amano en Nagoya trabajaban en paralelo, en la nucleación cristalina del Nitruro de Galio sobre substratos de zafiro, obteniendo así el dopaje tipo-p con dicho material. Como consecuencia de sus investigaciones, Nakamura, Akasaki y Amano fueron galardonados con el Premio Nobel de Física. En 1995, Alberto Barbieri del laboratorio de la Universidad de Cardiff (RU) investigaba la eficiencia y fiabilidad de los ledes de alto brillo y como consecuencia de la investigación obtuvo un led con el electrodo de contacto transparente utilizando óxido de indio y estaño (ITO) sobre fosfuro de aluminio-galio-indio y arseniuro de galio.
En 2001 y 2002 se llevaron a cabo procesos para hacer crecer ledes de nitruro de galio en silicio. Como consecuencia de estas investigaciones, en enero de 2012 Osram lanzó al mercado ledes de alta potencia de nitruro de galio-indio crecidos sobre sustrato de silicio.

### Led blanco y evolución

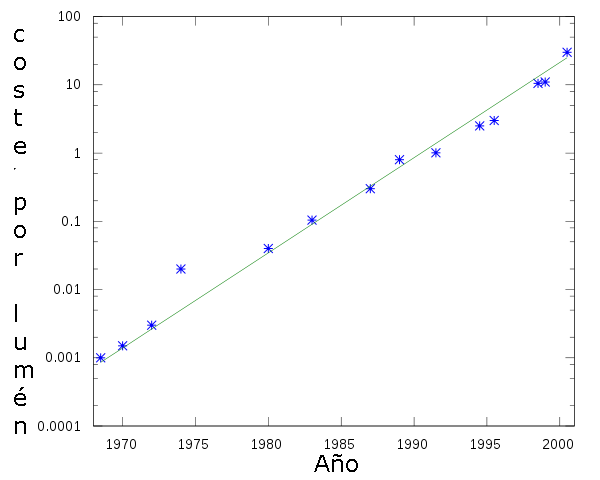
Ilustración de la Ley de Haitz donde se muestra la mejoría de la a lo largo del tiempo, empleando para ello una escala logarítmica en el eje vertical

El logro de una alta eficiencia en los ledes azules fue rápidamente seguido por el desarrollo del primer led blanco. En tal dispositivo un “fósforo” (material fluorescente) de recubrimiento Y3 Al5 O12:Ce (conocido como YAG o granate de itrio y aluminio) absorbe algo de la emisión azul y genera luz amarilla por fluorescencia. De forma similar es posible introducir otros “fósforos” que generen luz verde o roja por fluorescencia. La mezcla resultante de rojo, verde y azul se percibe por el ojo humano como blanco; por otro lado, no sería posible apreciar los objetos de color rojo o verde iluminándolos con el fósforo YAG puesto que genera solo luz amarilla junto con un remanente de luz azul.
Los primeros ledes blancos eran caros e ineficientes. Sin embargo, la intensidad de la luz producida por los ledes se ha incrementado exponencialmente, con un tiempo de duplicación que ocurre aproximadamente cada 36 meses desde la década de los 1960 (de acuerdo con la ley de Moore). Esta tendencia se atribuye generalmente a un desarrollo paralelo de otras tecnologías de semiconductores y a los avances de la óptica y de la ciencia de los materiales, y se ha convenido en llamar la ley de Haitz en honor a Roland Haitz.
La emisión luminosa y la eficiencia de los ledes azul y ultravioleta cercano aumentaron a la vez que bajó el coste de los dispositivos de iluminación con ellos fabricados, lo que condujo a la utilización de los ledes de luz blanca para iluminación. El hecho es que están sustituyendo a la iluminación incandescente y la fluorescente.
Los ledes blancos pueden producir 300 lúmenes por vatio eléctrico a la vez que pueden durar hasta 100 000 horas. Comparado con las bombillas de incandescencia esto supone no solo un incremento enorme de la eficiencia eléctrica, sino también un gasto similar o más bajo por cada bombilla.

## Principio de funcionamiento
Una unión P-N puede proporcionar una corriente eléctrica al ser iluminada. Análogamente una unión P-N recorrida por una corriente directa puede emitir fotones luminosos. Son dos formas de considerar el fenómeno de la electroluminiscencia. En el segundo caso esta podría definirse como la emisión de luz por un semiconductor cuando está sometido a un campo eléctrico. Los portadores de carga se recombinan en una unión P-N dispuesta en polarización directa. En concreto, los electrones de la región N cruzan la barrera de potencial y se recombinan con los huecos de la región P. Los electrones libres se encuentran en la banda de conducción mientras que los huecos están en la banda de valencia. De esta forma, el nivel de energía de los huecos es inferior al de los electrones. Al recombinarse los electrones y los huecos una fracción de la energía se emite en forma de calor y otra fracción en forma de luz.

Polarización directa de la unión P-N en un diodo led. Producción de fotones como consecuencia de la recombinación entre electrones y huecos (parte superior). El fenómeno de la recombinación observado en un diagrama de bandas de energía (parte inferior)

El fenómeno físico que tiene lugar en una unión PN al paso de la corriente en polarización directa, por tanto, consiste en una sucesión de recombinaciones electrón-hueco. El fenómeno de la recombinación viene acompañado de la emisión de energía. En los diodos ordinarios de Germanio o de Silicio se producen fonones o vibraciones de la estructura cristalina del semiconductor que contribuyen, simplemente, a su calentamiento. En el caso de los diodos led, los materiales semiconductores son diferentes de los anteriores tratándose, por ejemplo, de aleaciones varias del tipo III-V como son el arseniuro de galio (AsGa), el fosfuro de galio (PGa) o el fosfoarseniuro de galio (PAsGa). 
En estos semiconductores, las recombinaciones que se desarrollan en las uniones PN eliminan el exceso de energía emitiendo fotones luminosos. El color de la luz emitida depende directamente de su longitud de onda y es característico de cada aleación concreta. En la actualidad se fabrican aleaciones que producen fotones luminosos con longitudes de onda en un amplio rango del espectro electromagnético dentro del visible, infrarrojo cercano y ultravioleta cercano. Lo que se consigue con estos materiales es modificar la anchura en energías de la banda prohibida, modificando así la longitud de onda del fotón emitido. Si el diodo led se polariza inversamente no se producirá el fenómeno de la recombinación por lo que no emitirá luz. La polarización inversa puede llegar a dañar al diodo.
El comportamiento eléctrico del diodo led en polarización directa es como sigue. Si se va incrementando la tensión de polarización, a partir de un cierto valor (que depende del tipo de material semiconductor), el led comienza a emitir fotones, se ha alcanzado la tensión de encendido. Los electrones se pueden desplazar a través de la unión al aplicar a los electrodos diferentes tensiones; se inicia así la emisión de fotones y conforme se va incrementando la tensión de polarización, aumenta la intensidad de luz emitida. Este aumento de intensidad luminosa viene emparejado al aumento de la intensidad de la corriente y puede verse disminuida por la recombinación Auger. Durante el proceso de recombinación, el electrón salta de la banda de conducción a la de valencia emitiendo un fotón y accediendo, por conservación de la energía y momento, a un nivel más bajo de energía, por debajo del nivel de Fermi del material. El proceso de emisión se llama recombinación radiativa, que corresponde al fenómeno de la emisión espontánea. Así, en cada recombinación radiativa electrón-hueco se emite un fotón de energía igual a la anchura en energías de la banda prohibida:

Esquema del circuito led alimentado con tensión continua incrementada gradualmente hasta que el led comienza a lucir

siendo c la velocidad de la luz y f y λ la frecuencia y la longitud de onda, respectivamente, de la luz que emite. Esta descripción del fundamento de la emisión de radiación electromagnética por el diodo led se puede apreciar en la figura donde se hace una representación esquemática de la unión PN del material semiconductor junto con el diagrama de energías, implicado en el proceso de recombinación y emisión de luz, en la parte baja del dibujo. La longitud de onda de la luz emitida, y por lo tanto su color, depende de la anchura de la banda prohibida de energía. Los substratos más importantes disponibles para su aplicación en emisión de luz son el GaAs y el InP. Los diodos led pueden disminuir su eficiencia si sus picos de absorción y emisión espectral en función de su longitud de onda están muy próximos, como ocurre con los ledes de GaAs:Zn (arseniuro de galio dopado con zinc), ya que parte de la luz que emiten la absorben internamente. 
Los materiales utilizados para los ledes tienen una banda prohibida en polarización directa cuya anchura en energías varía desde la luz infrarroja, al visible o incluso al ultravioleta próximo. La evolución de los ledes comenzó con dispositivos infrarrojos y rojos de arseniuro de galio. Los avances de la ciencia de materiales han permitido fabricar dispositivos con longitudes de onda cada vez más cortas, emitiendo luz en una amplia gama de colores. Los ledes se fabrican generalmente sobre un sustrato de tipo N, con un electrodo conectado a la capa de tipo P depositada en su superficie. Los sustratos de tipo P, aunque son menos comunes, también se fabrican.

## Tecnología

### Fundamento físico
Un led comienza a emitir cuando se le aplica una tensión de 2-3 voltios. En polarización inversa se utiliza un eje vertical diferente al de la polarización directa para mostrar que la corriente absorbida es prácticamente constante con la tensión hasta que se produce la ruptura.
El led es un diodo formado por un chip semiconductor dopado con impurezas que crean una unión PN. Como en otros diodos, la corriente fluye fácilmente del lado p, o ánodo, al n, o cátodo, pero no en el sentido opuesto. Los portadores de carga (electrones y huecos) fluyen a la unión desde dos electrodos puestos a distintos voltajes. Cuando un electrón se recombina con un hueco, desciende su nivel de energía y el exceso de energía se desprende en forma de un fotón. La longitud de onda de la luz emitida, y por tanto el color del led, depende de la anchura en energía de la banda prohibida correspondiente a los materiales que constituyen la unión pn. 
En los diodos de silicio o de germanio los electrones y los huecos se recombinan generando una transición no radiativa, la cual no produce ninguna emisión luminosa, ya que son materiales semiconductores con una banda prohibida indirecta. Los materiales empleados en los ledes presentan una banda prohibida directa con una anchura en energía que corresponde al espectro luminoso del infrarrojo-cercano (800-2500 nm), el visible y el ultravioleta-cercano (200-400 nm).
El desarrollo de los ledes dio comienzo con dispositivos de luz roja e infrarroja, fabricados con arseniuro de galio (GaAs). Los avances en la ciencia de materiales han permitido construir dispositivos con longitudes de onda cada vez más pequeñas, emitiendo luz dentro de una amplia gama de colores.
Los ledes se suelen fabricar a partir de un sustrato de tipo n, con uno de los electrodos unido a la capa de tipo p depositada sobre su superficie. Los sustratos de tipo p también se utilizan, aunque son menos comunes. Muchos ledes comerciales, en especial los de GaN/InGaN, utilizan también el zafiro (óxido de aluminio) como sustrato.
La mayoría de los materiales semiconductores usados en la fabricación de los ledes presentan un índice de refracción muy alto. Esto implica que la mayoría de la luz emitida en el interior del semiconductor se refleja al llegar a la superficie exterior que se encuentra en contacto con el aire por un fenómeno de reflexión total interna. La extracción de la luz constituye, por tanto, un aspecto muy importante y en constante investigación y desarrollo a tomar en consideración en la producción de ledes.

### Índice de refracción

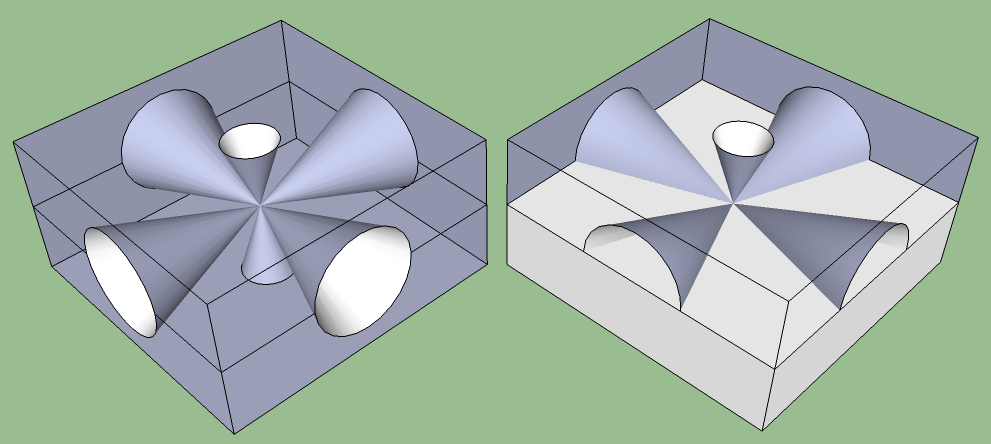
Ejemplo idealizado de los conos de luz producidos en una pieza de material semiconductor para una emisión procedente de un solo punto. La luz emitida por fuera de estos conos no puede salir fuera de la pieza. La ilustración de la izquierda representa una pieza formada por dos capas completamente traslúcidas mientras que la de la derecha muestra los “medios conos” formados cuando la capa superior es traslúcida y la capa del fondo es completamente opaca. Realmente, la luz se emite de igual forma en todas las direcciones del espacio desde la fuente, por lo que los espacios existentes entre los conos muestran que gran parte de la energía luminosa emitida por la fuente es atrapada dentro de la muestra y se pierde en forma de calor.

La mayoría de los materiales semiconductores usados en la fabricación de los ledes presentan un índice de refracción muy elevado con respecto al aire. Esto implica que la mayoría de la luz emitida en el interior del semiconductor se va a reflejar al llegar a la superficie exterior que se encuentra en contacto con el aire por un fenómeno de reflexión total interna.
Este fenómeno afecta tanto a la eficiencia en la emisión luminosa de los ledes como a la eficiencia en la absorción de la luz de las células fotovoltaicas. El índice de refracción del silicio es 3.96 (a 590 nm), mientras que el del aire es 1.0002926. La extracción de la luz constituye, por tanto, un aspecto muy importante y en constante investigación y desarrollo a tomar en consideración en la producción de ledes.
En general, un chip semiconductor led de superficie plana sin revestir emitirá luz solamente en la dirección perpendicular a la superficie del semiconductor y en unas direcciones muy próximas, formando un cono llamado cono de luz o cono de escape. El máximo ángulo de incidencia que permite escapar a los fotones del semiconductor se conoce como ángulo crítico. Cuando se sobrepasa este ángulo, los fotones ya no se escapan del semiconductor, pero en cambio son reflejados dentro del cristal del semiconductor como si existiese un espejo en la superficie exterior.
Debido a la reflexión interna, la luz que ha sido reflejada internamente en una cara puede escaparse a través de otras caras cristalinas si el ángulo de incidencia llega a ser ahora suficientemente bajo y el cristal es suficientemente transparente para no reflejar nuevamente la emisión de fotones hacia el interior. Sin embargo, en un simple led cúbico con superficies externas a 90 grados, todas las caras actúan como espejos angulares iguales. En este caso, la mayor parte de la luz no puede escapar y se pierde en forma de calor dentro del cristal semiconductor.
Un chip que presente en su superficie facetas anguladas similares a las de una joya tallada o a una lente fresnel puede aumentar la salida de la luz al permitir su emisión en las orientaciones que sean perpendiculares a las facetas exteriores del chip, normalmente más numerosas que las seis únicas de una muestra cúbica.
La forma ideal de un semiconductor para obtener la máxima salida de luz sería la de una microesfera con la emisión de los fotones situada exactamente en el centro de la misma, y dotada de electrodos que penetraran hasta el centro para conectar con el punto de emisión. Todos los rayos de luz que partieran del centro serían perpendiculares a la superficie de la esfera, lo que daría lugar a que no hubiera reflexiones internas. Un semiconductor semiesférico también funcionaría correctamente puesto que la parte plana actuaría como un espejo para reflejar los fotones de forma que toda la luz se podría emitir completamente a través de la semiesfera.

#### Revestimientos de transición

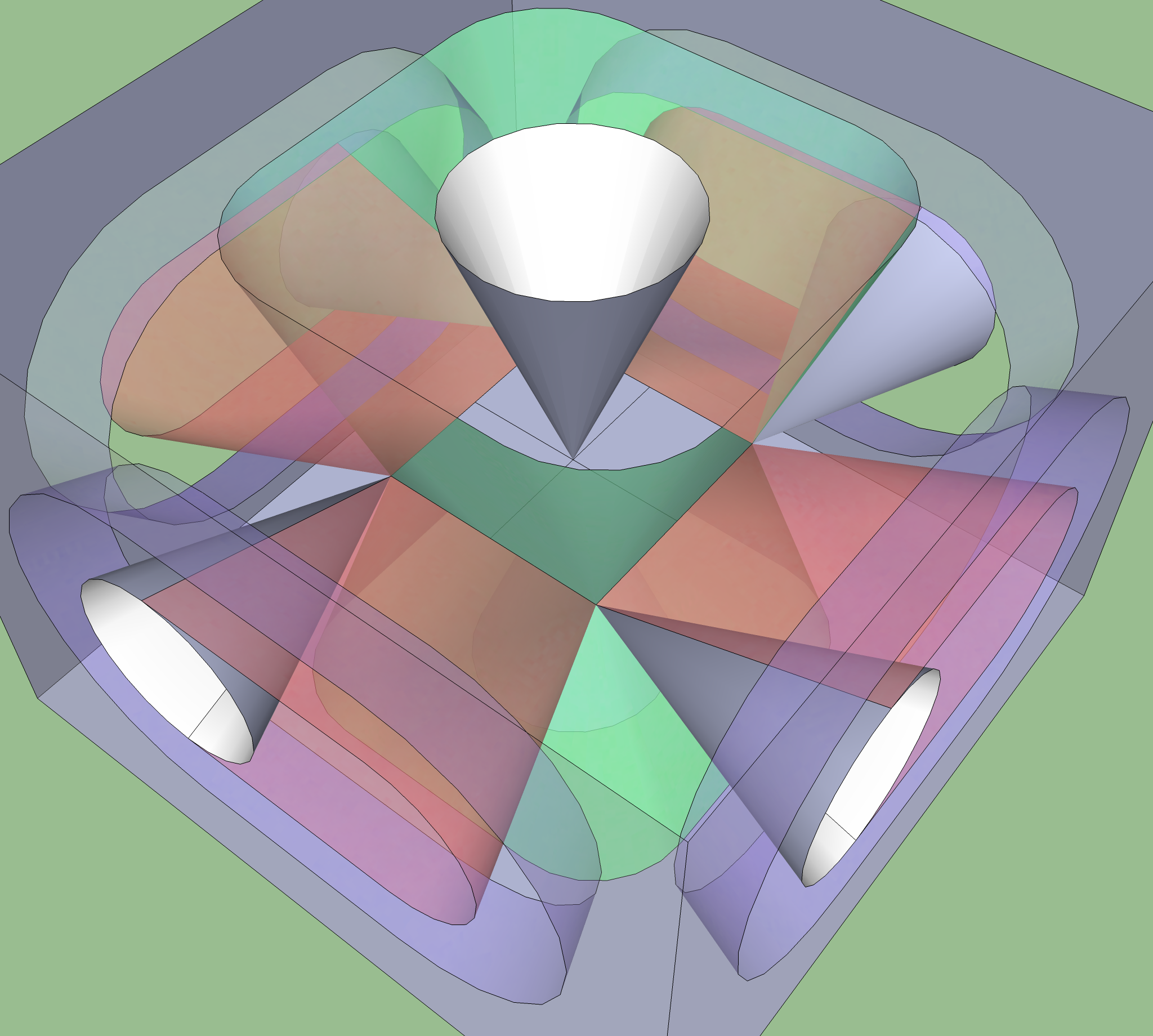
La mayoría de los materiales empleados en la producción de los led presentan índices de refracción muy elevados. Esto significa que mucha de la luz emitida es reflejada hacia el interior en la superficie externa del material en contacto con el aire. Por lo tanto, el aspecto de la extracción de la luz de los ledes es motivo de una gran dedicación en cuanto a investigación y desarrollo. Los conos de emisión de luz para las muestras reales de ledes son bastante más complejos que los producidos a partir de una sola fuente puntual. La zona de emisión de la luz es normalmente un plano bidimensional definido entre las dos capas de semiconductor. Cada átomo situado en este plano presenta un conjunto de conos de emisión análogos a los de la figura anterior. La figura es un esquema simplificado que muestra el efecto combinado de algunos conos de emisión. Los grandes conos laterales han sido cortados para mostrar las características del interior y reducir la complejidad de la imagen; en realidad, estos conos se deberían extender hasta los bordes opuestos dentro del plano bidimensional de emisión.

Después de construir una oblea de material semiconductor, se corta en pequeños fragmentos. Cada fragmento se denomina chip y pasa a constituir la pequeña parte activa de un diodo led emisor de luz.
Muchos chips semiconductores led se encapsulan o se incorporan en el interior en carcasas de plástico moldeado. La carcasa de plástico pretende conseguir tres propósitos:
1. Facilitar el montaje del chip semiconductor en los dispositivos de iluminación.
2. Proteger de daños físicos al frágil cableado eléctrico asociado al diodo.
3. Actuar de elemento intermediario a efecto de la refracción entre el elevado índice del semiconductor y el del aire.

La tercera característica contribuye a aumentar la emisión de luz desde el semiconductor actuando como una lente difusora, permitiendo que la luz sea emitida al exterior con un ángulo de incidencia sobre la pared exterior mucho mayor que la del estrecho cono de luz procedente del chip sin recubrir.

### La eficiencia y los parámetros operacionales
Los ledes están diseñados para funcionar con una potencia eléctrica no superior a 30-60 milivatios (mW). En torno a 1999, Philips Lumileds introdujo ledes más potentes capaces de trabajar de forma continua a una potencia de un vatio. Estos ledes utilizaban semiconductores de troquelados mucho más grandes con el fin de aceptar potencias de alimentación mayores. Además, se montaban sobre varillas de metal para facilitar la eliminación de calor.
Una de las principales ventajas de las fuentes de iluminación a base de ledes es la alta eficiencia luminosa. Los ledes blancos igualaron enseguida e incluso superaron la eficiencia de los sistemas de iluminación incandescentes estándar. En 2002, Lumileds fabricó ledes de cinco vatios, con una eficiencia luminosa de 18-22 lúmenes por vatio (lm/W). A modo de comparación, una bombilla incandescente convencional de 60-100 vatios emite alrededor de 15 lm/W, y las lámparas fluorescentes estándar emiten hasta 100 lm/W.
A partir de 2012, Future Lighting Solutions había alcanzado las siguientes eficiencias para algunos colores. Los valores de la eficiencia muestran la potencia luminosa de salida por cada vatio de potencia eléctrica de entrada. Los valores de la eficiencia luminosa incluyen las características del ojo humano y se han deducido a partir de la función de luminosidad.
|  | Color           | Longitud de onda (nm) | Coeficiente de eficiencia | Eficiencia Luminosa η (Lm/W) |
|  | --------------- | --------------------- | ------------------------- | ---------------------------- |
|  | Rojo            | 620 < λ < 645         | 0.39                      | 72                           |
|  | Rojo anaranjado | 610 < λ < 620         | 0.29                      | 98                           |
|  | Verde           | 520 < λ < 550         | 0.15                      | 93                           |
|  | Cian            | 490 < λ < 520         | 0.26                      | 75                           |
|  | Azul            | 460 < λ < 490         | 0.35                      | 37                           |

En septiembre de 2003, Cree Inc. fabricó un nuevo tipo de led azul que consumía 24 milivatios (mW) a 20 miliamperios (mA). Esto permitió un nuevo encapsulamiento de luz blanca que producía 65 lm/W a 20 miliamperios, convirtiéndose en el led blanco más brillante disponible en el mercado; además resultaba ser más de cuatro veces más eficiente que las bombillas incandescentes estándar. En 2006 presentaron un prototipo de led blanco con una eficiencia luminosa récord de 131 lm/W para una corriente de 20 miliamperios. Nichia Corporation ha desarrollado un led blanco con una eficiencia luminosa de 150 lm/W y una corriente directa de 20 mA. Los ledes de la empresa Cree Inc. denominados xlamp xm-L, salieron al mercado en 2011, produciendo 100 lm/W a la potencia máxima de 10 W, y hasta 160 lm/W con una potencia eléctrica de entrada de unos 2 W. En 2012, Cree Inc. presentó un led blanco capaz de producir 254 lm/W, y 303 lm/W en marzo de 2014. Las necesidades de iluminación general en la práctica requieren ledes de alta potencia, de un vatio o más. Funcionan con corrientes superiores a 350 miliamperios.
Estas eficiencias se refieren a la luz emitida por el diodo mantenido a baja temperatura en el laboratorio. Dado que los ledes, una vez instalados, operan a altas temperaturas y con pérdidas de conducción, la eficiencia en realidad es mucho menor. El Departamento de Energía de los Estados Unidos (DOE) ha realizado pruebas para sustituir las lámparas incandescentes o los LFC por las lámparas led, mostrando que la eficiencia media conseguida es de unos 46 lm/W en 2009 (el comportamiento durante las pruebas se mantuvo en un margen de 17 lm/W a 79 lm/W).

#### Pérdida de eficiencia
Cuando la corriente eléctrica suministrada a un led sobrepasa unas decenas de miliamperios, disminuye la eficiencia luminosa a causa de un efecto denominado pérdida de eficiencia.
Al principio, se buscó una explicación atribuyéndolo a las altas temperaturas. Sin embargo, los científicos pudieron demostrar lo contrario, que si bien la vida del led puede acortarse, la caída de la eficiencia es menos severa a temperaturas elevadas. En 2007, la causa del descenso en la eficiencia se atribuyó a la recombinación Auger la cual da origen a una reacción mixta. Finalmente, un estudio de 2013 confirmó definitivamente esta teoría para justificar la pérdida de eficiencia.
Además de disminuir la eficiencia, los ledes que trabajan con corrientes eléctricas más altas generan más calor lo que compromete el tiempo de vida del led. A causa de este incremento de calor a corrientes altas, los ledes de alta luminosidad presentan un valor patrón industrial de tan solo 350 mA, corriente para la que existe un equilibrio entre luminosidad, eficiencia y durabilidad.

##### Posibles soluciones
Ante la necesidad de aumentar la luminosidad de los ledes, esta no se consigue a base de incrementar los niveles de corriente, sino mediante el empleo de varios ledes en una sola lámpara. Por ello, resolver el problema de la pérdida de eficiencia de las lámparas led domésticas consiste en el empleo del menor número posible de ledes en cada lámpara, lo que contribuye a reducir significativamente los costes.
Miembros del Laboratorio de Investigación Naval de los Estados Unidos han encontrado una forma de disminuir la caída de la eficiencia. Descubrieron que dicha caída proviene de la recombinación Auger no radiativa producida con los portadores inyectados. Para resolverlo, crearon unos pozos cuánticos con un potencial de confinamiento suave para disminuir los procesos Auger no radiativos.
Investigadores de la Universidad Central Nacional de Taiwán y de Epistar Corp están desarrollando un método para disminuir la pérdida de eficiencia mediante el uso de sustratos de cerámica de nitruro de aluminio, que presentan una conductividad térmica más alta que la del zafiro usado comercialmente. Los efectos de calentamiento se ven reducidos debido a la elevada conductividad térmica de los nuevos sustratos.

### Vida media y análisis de fallos
Los dispositivos de estado sólido tales como los ledes presentan una obsolescencia muy limitada si se opera a bajas corrientes y a bajas temperaturas. Los tiempos de vida son de 25 000 a 100 000 horas, pero la influencia del calor y de la corriente pueden aumentar o disminuir este tiempo de manera significativa.
El fallo más común de los ledes (y de los diodos láser) es la reducción gradual de la emisión de luz y la pérdida de eficiencia. Los primeros ledes rojos destacaron por su corta vida. Con el desarrollo de los ledes de alta potencia, los dispositivos están sometidos a temperaturas de unión más altas y densidades de corriente más elevadas que los dispositivos tradicionales. Esto provoca estrés en el material y puede causar una degradación temprana de la emisión de luz. Para clasificar cuantitativamente la vida útil de una manera estandarizada, se ha sugerido utilizar los parámetros L70 o L50, que representan los tiempos de vida (expresados en miles de horas) en los que un led determinado alcanza el 70 % y el 50 % de la emisión de luz inicial, respectivamente.
Así como en la mayoría de las fuentes de luz anteriores (lámparas incandescentes, lámparas de descarga, y aquellas que queman un combustible, por ejemplo las velas y las lámparas de aceite) la luz se generaba por un procedimiento térmico, los ledes solo funcionan correctamente si se mantienen suficientemente fríos. El fabricante específica normalmente una temperatura máxima de la unión entre 125 y 150 °C, y las temperaturas inferiores son recomendables en interés de alcanzar una larga vida para los ledes. A estas temperaturas, se pierde relativamente poco calor por radiación, lo que significa que el haz de luz generado por un led se considera frío.
El calor residual en un led de alta potencia (que a partir de 2015 puede considerarse inferior a la mitad de la potencia eléctrica que consume) es transportado por conducción a través del sustrato y el encapsulamiento hasta un disipador de calor, que elimina el calor en el ambiente por convección. Es por tanto esencial realizar un diseño térmico cuidadoso, teniendo en cuenta las resistencias térmicas del encapsulamiento del led, el disipador de calor y la interfaz entre ambos. Los ledes de potencia media están diseñados normalmente para ser soldados directamente a una placa de circuito impreso que dispone de una capa de metal térmicamente conductora. Los ledes de alta potencia se encapsulan en paquetes cerámicos de gran superficie diseñados para ser conectados a un disipador de calor metálico, siendo la interfaz un material de una alta conductividad térmica (pasta térmica, material de cambio de fase, almohadilla térmica conductora o pegamento termofusible).
Si se instala una lámpara de ledes en un aparato luminoso sin ventilación, o el ambiente carece de una circulación de aire fresco, es probable que los ledes se sobrecalienten, lo que reduce su vida útil o, incluso, produzca el deterioro anticipado del aparato luminoso. El diseño térmico se suele proyectar para una temperatura ambiente de 25 °C (77 °F). Los ledes utilizados en las aplicaciones al aire libre, como las señales de tráfico o las luces de señalización en el pavimento, y en climas donde la temperatura dentro del aparato de iluminación es muy alta, pueden experimentar desde una reducción de la emisión luminosa hasta un fallo completo.
Puesto que la eficiencia de los ledes es más alta a temperaturas bajas, esta tecnología es idónea para la iluminación de los congeladores de supermercado. Debido a que los ledes producen menos calor residual que las lámparas incandescentes, su uso en congeladores también puede ahorrar costes de refrigeración. Sin embargo, pueden ser más susceptibles a la helada y a la acumulación de escarcha que las lámparas incandescentes, por lo que algunos sistemas de iluminación led han sido dotados de un circuito de calefacción. Además, se han desarrollado las técnicas de los disipadores de calor de manera que pueden transferir el calor producido en la unión a las partes de los equipos de iluminación que puedan interesar.

## Colores y materiales
Los ledes convencionales están fabricados a partir de una gran variedad de materiales semiconductores inorgánicos. En la siguiente tabla se muestran los colores disponibles con su margen de longitudes de onda, diferencias de potencial de trabajo y materiales empleados.
|  | Color                | Longitud de onda [nm]          | Diferencia de potencial [ΔV] | Material semiconductor |
|  | -------------------- | ------------------------------ | ---------------------------- | --- |
|  | Radiación infrarroja | λ > 760                        | ΔV < 1.63                    | Arseniuro de galio (GaAs) Arseniuro de galio-aluminio (AlGaAs) |
|  | Rojo                 | 610 < λ < 760                  | 1.63 < ΔV < 2.03             | Arseniuro de galio-aluminio (AlGaAs) Fosfuro de galio y arsénico (GaAsP) Fosfuro de aluminio, galio e indio (AlGaInP) Fosfato de galio (GaP)                                                                                |
|  | Naranja              | 590 < λ < 610                  | 2.03 < ΔV < 2.10             | Fosfuro de galio y arsénico (GaAsP) Fosfuro de aluminio-galio-indio (AlGaInP) Fosfato de galio (GaP) |
|  | Amarillo             | 570 < λ < 590                  | 2.10 < ΔV < 2.18             | Fosfuro de galio y arsénico (GaAsP) Fosfuro de aluminio-galio-indio (AlGaInP) Fosfato de galio (GaP) |
|  | Verde                | 500 < λ < 570                  | 1.9 < ΔV < 4.0               | Verde clásico: Fosfato de galio (GaP) Fosfuro de aluminio-galio-indio (AlGaInP) Fosfuro de galio-aluminio (AlGaP) Verde puro: Nitruro de galio-indio (InGaN) / Nitruro de galio (GaN)                                       |
|  | Azul                 | 450 < λ < 500                  | 2.48 < ΔV < 3.7              | Seleniuro de zinc (ZnSe) Nitruro de galio-indio (InGaN) Carburo de silicio (SiC) como sustrato Silicio (Si) como sustrato (en desarrollo)                                                                                   |
|  | Violeta              | 400 < λ < 450                  | 2.76 < ΔV < 4.0              | Nitruro de galio-indio (InGaN) |
|  | Púrpura              | Combinación de distintos tipos | 2.48 < ΔV < 3.7              | Ledes duales azul/rojo, azul con fósforo rojo, o blanco con plástico púrpura. |
|  | Ultravioleta         | λ < 400                        | 3 < ΔV < 4.1                 | Nitruro de galio-indio (InGaN) (385-400 nm) Diamante (C) (235 nm) Nitruro de boro (BN) (215 nm) Nitruro de aluminio (AlN) (210 nm) Nitruro de galio-aluminio (AlGaN) Nitruro de aluminio-galio-indio (AlGaInN) hasta 210 nm |
|  | Rosa                 | Combinación de distintos tipos | ΔV ~ 3.3                     | Azul con una o dos capas de fósforo, amarillo con fósforo rojo, naranja o rosa, blanco con plástico rosa, o fósforo blanco con tinte rosa por encima.                                                                       |
|  | Blanco               | Espectro amplio                | 2.8 < ΔV < 4.2               | Blanco puro: Led azul o UV con fósforo amarillo Blanco cálido: Led azul con fósforo naranja. |

### Azul y ultravioleta
El primer led azul-violeta utilizaba cloro dopado con magnesio y lo desarrollaron Herb Maruska y Wally Rhines en la Universidad de Standford en 1972, estudiantes de doctorado en ciencia de materiales e ingeniería. En aquel entonces Maruska estaba trabajando en los laboratorios de RCA, donde colaboraba con Jacques Pankove. En 1971, un año después de que Maruska se fuera a Standford, sus compañeros de RCA Pankove y Ed Miller demostraron la primera electroluminiscencia azul procedente del zinc dopado con nitruro de galio; sin embargo, el dispositivo que construyeron Pankove y Miller, el primer diodo emisor de luz de nitruro de galio real, emitía luz verde. En 1974 la Oficina de Patentes estadounidense concedió a Maruska, Rhines y al profesor de Stanford David Stevenson una patente (patente US3819974 A de los EE. UU.) de su trabajo de 1972 sobre el dopaje de nitruro de galio con magnesio que hoy sigue siendo la base de todos los ledes azules comerciales y de los diodos láser. Estos dispositivos construidos en los 70 no tenían suficiente rendimiento luminoso para su uso práctico, por lo que la investigación de los diodos de nitruro de galio se ralentizó. En agosto de 1989 Cree introdujo el primer led azul comercial con una transición indirecta a través de la banda prohibida en un semiconductor de carburo de silicio (SiC). Los ledes de SiC tienen una eficiencia luminosa muy baja, no superior al 0,03 %, pero emiten en la región del azul visible.
A finales de los 80, los grandes avances en crecimiento epitaxial y en dopaje tipo-p en GaN marcaron el comienzo de la era moderna de los dispositivos opto-electrónicos de GaN. Basado en lo anterior, Theodore Moustakas patentó un método de producción de ledes azules en la Universidad de Boston utilizando un novedoso proceso de dos pasos. Dos años más tarde, en 1993, los ledes azules de alta intensidad fueron retomados por Shuji Nakamura de la Nichia Corporation utilizando procesos de síntesis de GaN similares al de Moustakas. A Moustakas y a Nakamura se les asignaron patentes separadas, lo que generó conflictos legales entre Nichia y la Universidad de Boston (sobre todo porque, pese a que Moustakas inventó su proceso primero, Nakamura registró el suyo antes). Este nuevo desarrollo revolucionó la iluminación con ledes, rentabilizando la fabricación de las fuentes de luz azul de alta-potencia, conduciendo al desarrollo de tecnologías como el Blu-ray, y propiciando las pantallas brillantes de alta resolución de las tabletas y teléfonos modernos.
Nakamura fue laureado con el Premio de Tecnología del Milenio por su contribución a la tecnología de los ledes de alta potencia y su alto rendimiento. Además se le concedió, junto a Hiroshi Amano y Isamu Akasaki, el Premio Nobel de Física en 2014 por su decisiva contribución a los ledes de alto rendimiento y al led azul. En 2015 un juzgado estadounidense dictaminó que tres empresas (o sea las mismas compañías demandantes que no habían resuelto sus disputas previamente) y que disponían de las patentes de Nakamura para la producción en EE. UU., habían vulnerado la patente previa de Moustakas y les ordenó pagar unos derechos de licencia por un valor de 13 millones de dólares.
A finales de los 90, ya se disponía de los ledes azules. Estos presentan una región activa que consta de uno o más pozos cuánticos de InGaN intercalados entre láminas más gruesas de GaN, llamadas vainas. Variando la fracción de In/Ga en los pozos cuánticos de InGaN, la emisión de luz puede, en teoría, modificarse desde el violeta hasta el ámbar. El nitruro de aluminio y galio AlGaN con un contenido variable de la fracción de Al/Ga se puede usar para fabricar la vaina y las láminas de los pozos cuánticos para los diodos ultravioletas, pero estos dispositivos aún no han alcanzado el nivel de eficiencia ni la madurez tecnológica de los dispositivos de InGaN/GaN azul/verde. Si el GaN se usa sin dopar, para formar las capas activas de los pozos cuánticos el dispositivo emite luz próxima al ultravioleta con un pico centrado en una longitud de onda alrededor de los 365 nm. Los ledes verdes fabricados en la modalidad InGaN/GaN son mucho más eficientes y brillantes que los ledes producidos con sistemas sin nitruro, pero estos dispositivos todavía presentan una eficiencia demasiado baja para las aplicaciones de alto brillo.
Utilizando nitruros de aluminio, como AlGaN y AlGaInN, se consiguen longitudes de ondas aún más cortas. Una gama de ledes ultravioletas para diferentes longitudes de onda están empezando a encontrarse disponibles en el mercado. Los ledes emisores próximos al UV con longitudes de onda en torno a 375-395 nm ya resultan suficientemente baratos y se pueden encontrar con facilidad, por ejemplo para sustituir las lámparas de luz negra en la inspección de las marcas de agua antifalsificación UV en algunos documentos y en papel moneda. Los diodos de longitudes de onda más cortas (hasta 240 nm), están actualmente en el mercado, aunque son notablemente más caros.
Como la fotosensibilidad de los microorganismos coincide aproximadamente con el espectro de absorción del ADN (con un pico en torno a los 260 nm) se espera utilizar los ledes UV con emisión en la región de 250-270 nm en los equipos de desinfección y esterilización. Investigaciones recientes han demostrado que los ledes UV disponibles en el mercado (365 nm) son eficaces en los dispositivos de desinfección y esterilización. Las longitudes de onda UV-C se obtuvieron en los laboratorios utilizando nitruro de aluminio (210 nm), nitruro de boro (215 nm) y diamante (235 nm).

### RGB

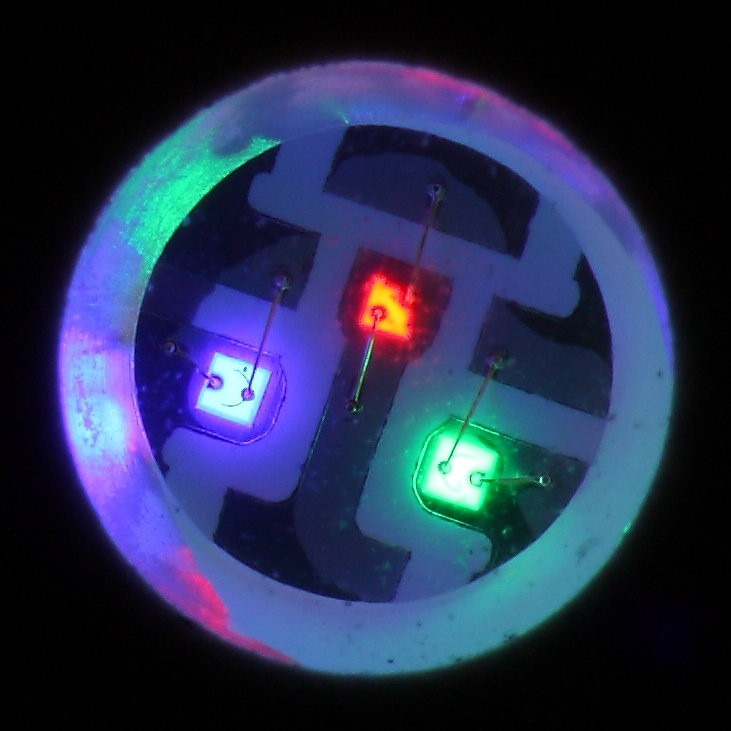
RGB-SMD-LED. Led RGB montado en superficie (surface mounted device). Este dispositivo muestra los tres colores complementarios rojo, verde y azul. Existen otros tipos de dispositivos como el Led COB (montado en placa) o el microled que por su geometría y distribución en la placa de montaje, son más eficientes energéticamente

Los ledes RGB consisten en un led rojo, uno azul y otro verde. Ajustando independientemente cada uno de ellos, los ledes RGB son capaces de producir una amplia gama de colores. A diferencia de los ledes dedicados a un solo color, los ledes RGB no producen longitudes de ondas puras. Además, los módulos disponibles comercialmente no suelen estar optimizados para hacer mezclas suaves de color.

### Sistemas RGB
Los sistemas RGB

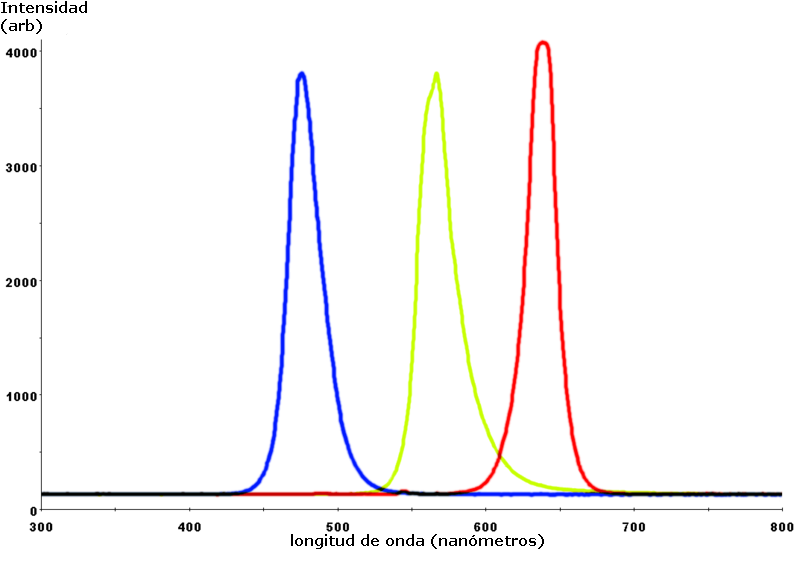
Espectro resultante de la combinación de los ledes semiconductores de estado sólido azul, amarillo-verde y rojo de alto brillo. El ancho de banda espectral es de aproximadamente 24-27 nm para los tres colores

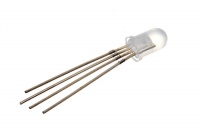
Led RGB para generar luz blanca

Existen dos formas básicas para producir luz blanca. Una consiste en utilizar ledes individuales que emitan los tres colores primarios (rojo, verde y azul) y luego mezclar los colores para formar la luz blanca. La otra forma consiste en utilizar un fósforo para convertir la luz monocromática de un led azul o UV en un amplio espectro de luz blanca. Es importante tener en cuenta que la blancura de la luz producida se diseña esencialmente para satisfacer al ojo humano y dependiendo de cada caso que no siempre puede ser apropiado pensar que se trata de luz estrictamente blanca. Sirva como punto de referencia la gran variedad de blancos que se consiguen con los tubos fluorescentes.
Hay tres métodos principales para producir luz blanca con los ledes.
- Led azul + led verde + led rojo (mezcla de colores; si bien se puede utilizar como luz de fondo para las pantallas) para iluminación resultan muy pobres debido a los intervalos vacíos en el espectro de frecuencias).

- Led UV cercano o UV + fósforo RGB (una luz led que genera una longitud de onda más corta que el azul se utiliza para excitar un fósforo RGB).

- Led azul + fósforo amarillo (dos colores complementarios se combinan para producir la luz blanca; es más eficiente que los primeros dos métodos y, por tanto está más utilizado en la práctica).

Debido al metamerismo, es posible disponer de diferentes espectros que parezcan blancos. Sin embargo, la apariencia de los objetos iluminados por esa luz puede modificarse a medida que el espectro varía. Este fenómeno óptico se conoce como ejecución del color, es diferente a la temperatura del color, y que hace que un objeto realmente naranja o cian pueda parecer de otro color y mucho más oscuro como el led o el fósforo asociado no emiten esas longitudes de onda. La mejor reproducción de color con CFL y led se consigue utilizando una mezcla de fósforos, lo que proporciona una menor eficiencia, pero una mejor calidad de luz. Aunque el halógeno con mayor temperatura de color es el naranja, sigue siendo la mejor fuente de luz artificial disponible en términos de ejecución de color.
La luz blanca se puede producir mediante la adición de luces de diferentes colores; el método más común es el uso de rojo, verde y azul (RGB). De ahí que el método se denomine ledes de blanco multicolor (a veces conocido como ledes RGB). Debido a que necesitan circuitos electrónicos para controlar la mezcla y la difusión de los diferentes colores, y porque los ledes de color individuales presentan patrones de emisión ligeramente diferentes (lo que conduce a la variación del color en función de la dirección de observación), incluso si se fabrican en una sola unidad, rara vez se utilizan para producir luz blanca. Sin embargo, este método tiene muchas aplicaciones por la flexibilidad que presenta para producir la mezcla de colores y, en principio, por ofrecer una mayor eficiencia cuántica en la producción de luz blanca.
Hay varios tipos de ledes blancos multicolor: ledes blancos di-, tri- y tetracromático. Varios factores clave influyen en estas diferentes realizaciones, como son la estabilidad del color, el índice de reproducción del color natural y la eficiencia luminosa. Con frecuencia, una mayor eficiencia luminosa implicará una menor naturalidad del color, surgiendo así una compensación entre la eficiencia luminosa y la naturalidad de los colores. Por ejemplo, los ledes blancos dicromáticos presentan la mejor eficiencia luminosa (120 lm/W), pero la capacidad de representación cromática más baja. Por otro lado, los ledes blancos tetracromáticos ofrecen una excelente capacidad de representación de color, pero a menudo se acompañan de una pobre eficiencia luminosa. Los ledes blancos tricromáticos se encuentran en una posición intermedia, poseen una buena eficiencia luminosa (> 70 lm/W) y una razonable capacidad para la reproducción de color.
Uno de los desafíos pendientes de resolver consiste en el desarrollo de ledes verdes más eficientes. El máximo teórico para los ledes verdes es de 683 lúmenes por vatio, pero a partir de 2010 tan solo unos pocos ledes verdes superaron los 100 lúmenes por vatio. Los ledes azul y rojo, sin embargo, se están acercando a sus límites teóricos.
Los ledes multicolores ofrecen la posibilidad no solo de producir luz blanca, sino también de generar luces de diferentes colores. La mayoría de los colores perceptibles se pueden formar mezclando diferentes proporciones de los tres colores primarios. Esto permite un control dinámico preciso del color. A medida que se dedica más esfuerzo en investigación el método de los ledes multicolor presenta una mayor influencia como método fundamental utilizado para producir y controlar el color de la luz.
Si bien este tipo de ledes puede jugar un buen papel en el mercado, antes hay que resolver algunos problemas técnicos. Por ejemplo, la potencia de emisión de estos ledes disminuye exponencialmente al aumentar la temperatura, produciendo un cambio sustancial de la estabilidad del color. Estos problemas pueden imposibilitar su empleo en la industria. Por ello, se han efectuado muchos diseños nuevos de encapsulamientos y sus resultados se encuentran en fase de estudio por los investigadores. Evidentemente, los ledes multicolores sin fósforos nunca pueden proporcionar una buena iluminación debido a que cada uno de ellos emite una banda muy estrecha de color. Así como los ledes sin fósforos constituyen una solución muy pobre para iluminación, ofrecen la mejor solución para pantallas de iluminación de fondo para LCD o de iluminación directa con pixeles de ledes.
En la tecnología Led, la disminución de la temperatura de color correlacionada (CCT) es una realidad difícil de evitar debido a que, junto con la vida útil y los efectos de la variación de la temperatura de los ledes, se acaba modificando el color real definitivo de los mismos. Para corregirlo, se utilizan sistemas con bucle de realimentación provistos, por ejemplo, de sensores de color y así supervisar, controlar y mantener el color resultante de la superposición de los ledes monocolor.

### Ledes basados en fósforo

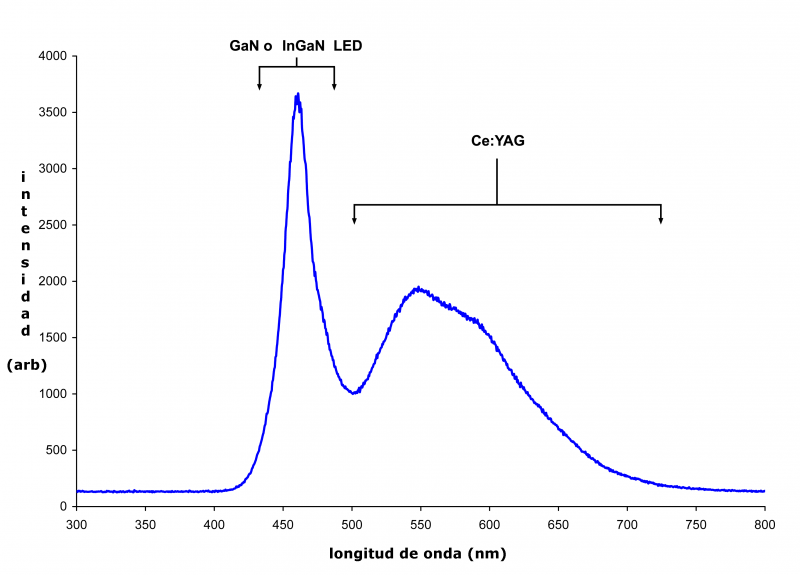
Espectro de un led blanco que muestra la luz emitida por el led de GaN (aproximadamente 465 nm) superpuesto al ancho de banda de la luz emitida por el fósforo de Ce ^ 3+

Este método implica el recubrimiento de los ledes de un color (principalmente ledes azules de InGaN) con fósforos de diferentes colores para producir luz blanca; los ledes resultantes de la combinación se llaman ledes blancos basados en fósforos o ledes blancos con un convertidor de fósforo (PCLED). Una fracción de la luz azul experimenta el desplazamiento de Stokes que transforma las longitudes de onda más cortas en longitudes de onda más largas. Dependiendo del color del led original, se pueden emplear fósforos de diversos colores. Si se aplican varias capas de fósforos de colores distintos se ensancha el espectro de emisión, incrementándose efectivamente el valor del índice de reproducción cromática (IRC) de un led dado.
Las pérdidas de eficiencia de los ledes basados en fósforos (con sustancias fluorescentes) se deben a las pérdidas de calor generadas por el desplazamiento de Stokes y también a otros problemas de degradación relacionados con dichas sustancias fluorescentes. En comparación con los ledes normales sus eficiencias luminosas dependen de la distribución espectral de la salida de luz resultante y de la longitud de onda original del propio led. Por ejemplo, la eficiencia luminosa de un fósforo amarillo YAG típico de un led blanco de 3 a 5 veces la eficiencia luminosa del led azul original, debido a la mayor sensibilidad del ojo humano para el color amarillo que para el color azul (según el modelo de la función de luminosidad). Debido a la simplicidad de su fabricación, el método de fósforo (material fluorescente) sigue siendo el más popular para conseguir una alta intensidad en los ledes blancos. El diseño y la producción de una fuente de luz o lámpara utilizando un emisor monocromático con la conversión de fósforo fluorescente es más simple y más barato que un sistema complejo RGB, y la mayoría de los ledes blancos de alta intensidad existentes actualmente en el mercado se fabrican utilizando la conversión de la luz mediante fluorescencia.
Entre los retos que surgen para mejorar la eficiencia de las fuentes de luz blanca a base de ledes se encuentra el desarrollo de sustancias fluorescentes (fósforos) más eficientes. A partir de 2010, el fósforo amarillo más eficiente continúa siendo el fósforo YAG, que presenta una pérdida por el desplazamiento de Stokes inferior al 10 %. Las pérdidas ópticas internas debidas a la reabsorción en el propio chip del led y en el encapsulamiento del led constituyen del 10 % al 30 % de la pérdida de eficiencia. Actualmente, en el ámbito del desarrollo con fósforo, se dedica un gran esfuerzo en su optimización con el fin de conseguir una mayor producción de luz y unas temperaturas de operación más elevadas. Por ejemplo, la eficiencia se puede aumentar con un mejor diseño del encapsulamiento o mediante el uso de un del tipo más adecuado de fósforo. El proceso de revestimiento de ajuste se suele utilizar con el fin de poder regular el espesor variable del fósforo.
Algunos ledes blancos dotados de fósforos consisten en ledes azules de InGaN encapsulados en una resina epoxi recubierta por un fósforo. Otra opción consiste en asociar el led con un fósforo separado, una pieza prefabricada de policarbonato preformado y revestida con el material del fósforo. Los fósforos separados proporcionan una luz más difusa, lo cual es favorable para muchas aplicaciones. Los diseños con fósforos separados son también más tolerantes con las variaciones del espectro de emisión del led. Un material de fósforo amarillo muy común es el aluminio granate de itrio y aluminio dopado con cerio (Ce 3+:YAG).
Los ledes blancos también se pueden fabricar con ledes del ultravioleta próximo (NUV) recubiertos con una mezcla de fósforos de europio de alta eficiencia que emiten rojo y azul, más sulfuro de zinc dopado con cobre y aluminio (ZnS:Cu, Al) que emite verde. Este procedimiento es análogo al de funcionamiento de las lámparas fluorescentes. El procedimiento es menos eficiente que el de los ledes de color azul con fósforo YAG:Ce, puesto que el desplazamiento de Stokes es más importante, por lo que una mayor fracción de la energía se convierte en calor, aun así se genera una luz con mejores características espectrales y, por tanto, con una mejor reproducción de color. 
Dado que los ledes ultravioleta presentan una mayor radiación de salida que los azules, ambos métodos ofrecen, en definitiva, un brillo similar. Un inconveniente de los últimos es que una posible fuga de la luz UV procedente de una fuente luminosa que funcione incorrectamente puede causar daño a los ojos o a la piel humana.

### Otros ledes blancos
Otro método utilizado para producir ledes experimentales de luz blanca sin el empleo de fósforos se basa en la epitaxia de crecimiento del seleniuro de zinc (ZnSe) sobre un substrato de ZnSe que de forma simultánea emite luz azul procedente de su región activa y luz amarilla procedente del sustrato.
Una nueva forma para producir ledes blancos consiste en utilizar obleas compuestas de nitruro de galio sobre silicio a partir de obleas de silicio de 200 mm. Esto evita la costosa fabricación de sustratos de zafiro a partir de obleas de tamaños relativamente pequeños, o sea de 100 o 150 mm. El aparato de zafiro debe estar acoplado a un colector similar a un espejo para reflejar la luz, que de otro modo se perdería. Se predice que para 2020 el 40 % de todos los ledes de GaN se fabricarán sobre silicio. La fabricación de zafiro de gran tamaño es difícil, mientras que el material de silicio grande es barato y más abundante. Por otro lado, los fabricantes de ledes que cambien del zafiro al silicio deben de hacer una inversión mínima.

### Ledes orgánicos (OLED)
En un diodo emisor de luz orgánico (OLED), el material electroluminiscente que constituye la capa emisora del diodo es un compuesto orgánico. El material orgánico es conductor debido a deslocalización electrónica de los enlaces pi causados por el sistema conjugado en toda o en parte de la molécula; en consecuencia el material funciona como un semiconductor orgánico. Los materiales orgánicos pueden ser pequeñas moléculas orgánicas en fase cristalina, o polímeros.
Una de las ventajas que posibilitan los OLED son las pantallas delgadas y de bajo costo con una tensión de alimentación baja, un amplio ángulo de visión, un alto contraste y una extensa gama de colores. Los ledes de polímero presentan la ventaja añadida de propiciar las pantallas imprimibles y flexibles. Los OLED se han utilizado en la fabricación de pantallas visuales para las dispositivos electrónicos portátiles, como son los teléfonos móviles, las cámaras digitales y los reproductores de MP3, y se considera que los posibles usos futuros también incluirán la iluminación y la televisión.

### Ledes de puntos cuánticos
A inicio de los años 60 comenzó una década de revolución tecnológica con el nacimiento de Internet y el descubrimiento del led en el espectro visible. En 1959 el premio nobel de física Richard P. Feynman, en su célebre conferencia dada en la reunión anual de la Asociación Física de los Estados Unidos titulada: "Hay mucho espacio en el fondo: una invitación para entrar en un nuevo campo de la física", ya adelantaba la revolución tecnológica y los importantes descubrimientos que podían suponer la manipulación de los materiales hasta reducirlos a tamaños o escalas atómicas o moleculares. Pero no es hasta la década siguiente de 1970 que el conocimiento de numerosas aplicaciones de la mecánica cuántica (a unos 70 años de su invención) unido al avance de las técnicas de crecimiento y síntesis de materiales, llegan a suponer un cambio importante en las líneas de investigación de numerosos grupos.
Ya en esta década se unía la capacidad de diseñar estructuras teniendo nuevas propiedades ópticas y electrónicas a la búsqueda de nuevas aplicaciones tecnológicas a los materiales ya existentes en la naturaleza. De hecho, en 1969, L. Esaki et al. propusieron la implementación de heteroestructuras formadas por capas muy delgadas de distintos materiales, dando lugar a lo que se conoce como ingeniería y diseño de bandas de energía en materiales semiconductores. La heteroestructura de pequeñas dimensiones más básica es el pozo cuántico (Quantum Well, QW). Consiste en una capa delgada de un determinado semiconductor, del orden de 100 Å, confinada entre dos capas de otro material semiconductor caracterizado por una mayor anchura de la banda de energía prohibida (bandgap, BG). Debido a las pequeñas dimensiones del pozo de potencial asociado a esta estructura, los portadores ven restringido su movimiento a un plano perpendicular a la dirección de crecimiento. Los diodos láser con QWs en la zona activa suponían grandes ventajas, como por ejemplo la capacidad de seleccionar la longitud de onda de emisión en función de la anchura del pozo o la disminución de la corriente umbral, esto último relacionado con la densidad de estados resultado del confinamiento en un plano.
A todos estos avances se fueron sucediendo de manera natural otros como el estudio de los sistemas con confinamiento en tres dimensiones, es decir los puntos cuánticos (QDs). Así, los QDs se pueden definir como sistemas artificiales de tamaño muy pequeño, desde algunas decenas de nanómetros a algunas micras en los que los portadores se encuentran confinados en las tres direcciones del espacio tridimensional (por eso se llama cero-dimensional), en una región del espacio más pequeña que su longitud de onda de Broglie. 
Cuando el tamaño del material semiconductor que constituye el punto cuántico se encuentra dentro de la escala nanométrica, este material presenta un comportamiento que difiere del observado para el mismo a escala macroscópica o para los átomos individuales que los conforman. Los electrones en el nanomaterial se encuentran restringidos a moverse en una región muy pequeña del espacio y se dice que están confinados. Cuando esta región es tan pequeña que es comparable a la longitud de onda asociada al electrón (la longitud de De Broglie), entonces comienza a observarse lo que se denomina comportamiento cuántico. En estos sistemas, sus propiedades físicas no se explican con conceptos clásicos, sino que se explican mediante los conceptos de la mecánica cuántica. Por ejemplo, la energía potencial mínima de un electrón confinado dentro de una nanoparticula es mayor que la esperada en física clásica y los niveles de energía de sus diferentes estados electrónicos son discretos. Debido al confinamiento cuántico, el tamaño de la partícula tiene un efecto fundamental sobre la densidad de estados electrónicos y por ello, sobre su respuesta óptica. El confinamiento cuántico se produce cuando el tamaño de las partículas se ha reducido hasta aproximarse al radio del excitón de Bohr (generándose en el material semiconductor un par electrón-hueco o excitón) quedando confinado en un espacio muy reducido. Como consecuencia, la estructura de los niveles energéticos y las propiedades ópticas y eléctricas del material se modifican considerablemente. Los niveles de energía pasan a ser discretos y finitos, y dependen fuertemente del tamaño de la nanopartícula.
Usualmente están fabricados con material semiconductor y pueden albergar desde ninguno a varios miles de electrones. Los electrones que están dentro del punto cuántico se repelen, cuesta energía introducir electrones adicionales, y obedecen el principio de exclusión de Pauli, que prohíbe que dos electrones ocupen el mismo estado cuántico simultáneamente. En consecuencia, los electrones en un punto cuántico forman órbitas de una manera muy similar a las de los átomos y en algunos casos se los denomina átomos artificiales. También presentan comportamientos electrónicos y ópticos similares a los átomos. Su aplicación puede resultar muy diversa, además de en optoelectrónica y óptica, en la computación cuántica, en el almacenamiento de información para computadoras tradicionales, en biología y en medicina.
Las propiedades ópticas y de confinamiento cuántico del punto cuántico permiten que su color de emisión se pueda ajustar desde el visible al infrarrojo. Los ledes de puntos cuánticos pueden producir casi todos los colores del diagramaCIE. Además, proporcionan más opciones de color y una mejor representación del mismo que los ledes blancos comentados en las secciones anteriores, ya que el espectro de emisión es mucho más estrecho, lo que es característico de los estados cuánticos confinados.
Existen dos procedimientos para la excitación de los QD. Uno utiliza la fotoexcitación con una fuente de luz primaria de led (para ello se utilizan habitualmente los ledes azules o UV). El otro procedimiento utiliza la excitación eléctrica directa demostrada por primera vez por Alivisatos et al.
Un ejemplo del procedimiento de fotoexcitación es el desarrollado por Michael Bowers, en la Universidad Vanderbilt de Nashville, realizando un prototipo que consistía en el recubrimiento de un led azul con puntos cuánticos que emitían luz blanca en respuesta a la azul del led. El led modificado emitía una luz cálida de color blanco amarillento similar a la de las lámparas incandescentes. En 2009 se iniciaron investigaciones con los diodos emisores de luz utilizando QD en aplicaciones a los televisores con pantalla de cristal líquido (LCD).
En febrero de 2011 científicos del PlasmaChem GmbH fueron capaces de sintetizar puntos cuánticos para las aplicaciones de los ledes realizando un convertidor de luz que conseguía transformar eficazmente la luz azul en luz de cualquier otro color durante muchos cientos de horas. Estos puntos cuánticos pueden también ser utilizados para emitir luz visible o cercana al infrarrojo al excitarlos con luz de una longitud de onda menor.
La estructura de los ledes de puntos cuánticos (QD-LED) utilizados para la excitación eléctrica del material, poseen un diseño básico similar al de los OLED. Una capa de puntos cuánticos se encuentra situada entre dos capas de un material capaz de transportar electrones y huecos. Al aplicar un campo eléctrico, los electrones y los huecos se mueven hacia la capa de puntos cuánticos y se recombinan formando excitones; cada excitón produce un par electrón-hueco, emitiendo luz. Este esquema es el habitualmente considerado para las pantallas de puntos cuánticos. La gran diferencia con los OLED reside en su tamaño de dimensiones muy pequeñas y como consecuencia, generan los efectos y propiedades ópticas del confinamiento cuántico.
Los QD resultan también muy útiles como fuentes de excitación para producir imágenes por fluorescencia debido al estrecho margen de longitudes de onda emitidas por el QD que se manifiesta en el estrecho ancho de banda del pico en el espectro de emisión (propiedad debida al confinamiento cuántico). Por ello se ha mostrado eficiente el uso de ledes de puntos cuánticos (QD-LED) en la técnica de microscopía óptica de campo cercano.
En cuanto a la eficiencia energética, en febrero de 2008 se consiguió una emisión de luz cálida con una eficiencia luminosa de 300 lúmenes de luz visible por cada vatio de radiación (no por vatio eléctrico) mediante el uso de nanocristales.

## Tipos
Los ledes se fabrican en una gran variedad de formas y tamaños. El color de la lente de plástico suele coincidir con el de la luz emitida por el led, aunque no siempre es así. Por ejemplo, el plástico de color púrpura se emplea para los ledes infrarrojos y la mayoría de los ledes azules presentan encapsulamientos incoloros. Los ledes modernos de alta potencia como los empleados para iluminación directa o para retroiluminación aparecen normalmente en montajes de tecnología de superficie (SMT).

### Miniatura

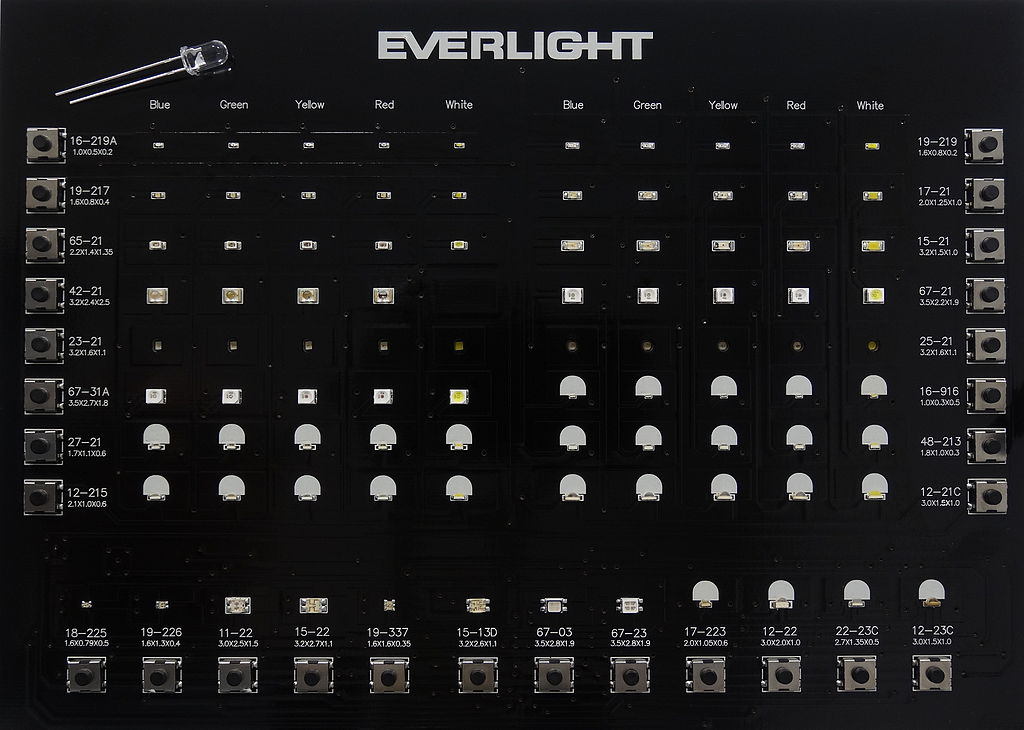
Foto de un montaje superficial con ledes de los tamaños más corrientes. Pueden ser bastante más pequeños que el típico led de lámpara de 5 mm que aparece en la esquina superior izquierda

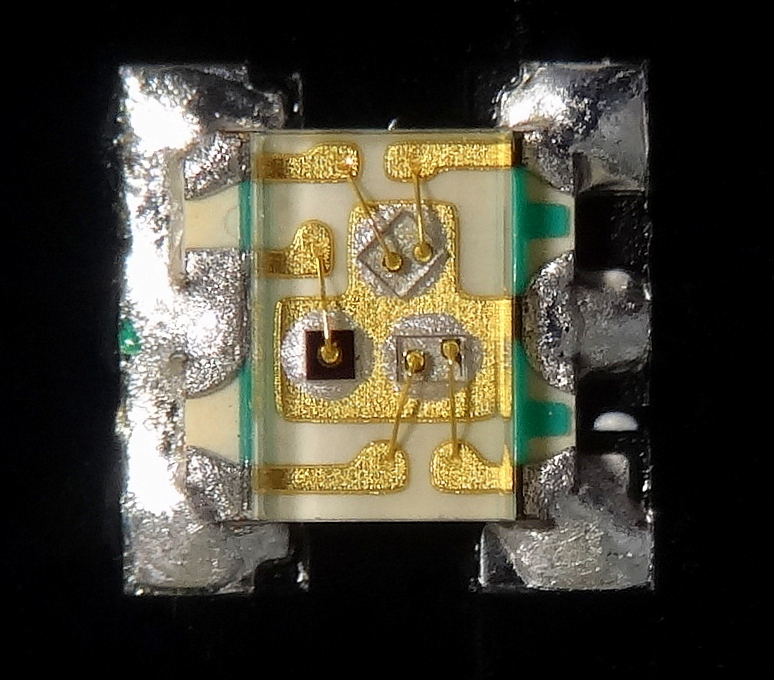
Conjunto miniatura de ledes de color rojo, verde y azul en un montaje superficial diminuto (1.6x1.6x0.35 mm) con detalles de las soldaduras de oro

Los ledes miniatura se suelen usar como indicadores. En la tecnología de agujeros pasantes y en los montajes superficiales su tamaño varía desde 2 mm a 8 mm. Normalmente no disponen de un disipador de calor independiente. La corriente máxima se sitúa entre 1 mA y 20 mA. Su pequeño tamaño constituye una limitación a efectos de la potencia consumida debido a su alta densidad de potencia y a la ausencia de un disipador. A menudo se conectan en cadena margarita para formar tiras de luz led.
Las formas de la cubierta de plástico más típicas son redonda, plana, triangular y cuadrada con la parte de arriba plana. El encapsulamiento también puede ser transparente o coloreado para poder mejorar el contraste y los ángulos de visión.
Investigadores de la Universidad de Washington han inventado el led más delgado. Está formado por materiales de dos dimensiones (2-D). Su anchura son 3 átomos, o sea entre 10 y 20 veces más fino que los ledes tridimensionales (3-D) y 10 000 veces más delgado que un pelo humano. Estos ledes 2-D permitirán las comunicaciones ópticas y los nano láseres más pequeños y más eficientes en energía.
Hay tres categorías principales de ledes miniatura de un único color:
Baja Intensidad de Corriente
Preparados para una corriente de 2 mA con unos 2 V (consumo de más o menos 4 mW).
Rango Intermedio o Comunes
Ledes de 20 mA (entre 40 mW y 90 mW) en torno a:
- 1.9-2.1 V para rojo, naranja amarillo y el verde tradicional.
- 3.0-3.4 V para verde puro y azul.
- 2.9-4.2 V para violeta, rosa, morado y blanco.

Alta Intensidad de Corriente
Para una corriente de 20 mA y con 2 o 4-5 V, diseñadas para poder ver con luz solar directa. Los ledes de 5 V y 12 V son ledes miniatura normales que incorporan un resistencia en serie para la conexión directa a una alimentación de 5 o 12 V.

### Alta Potencia

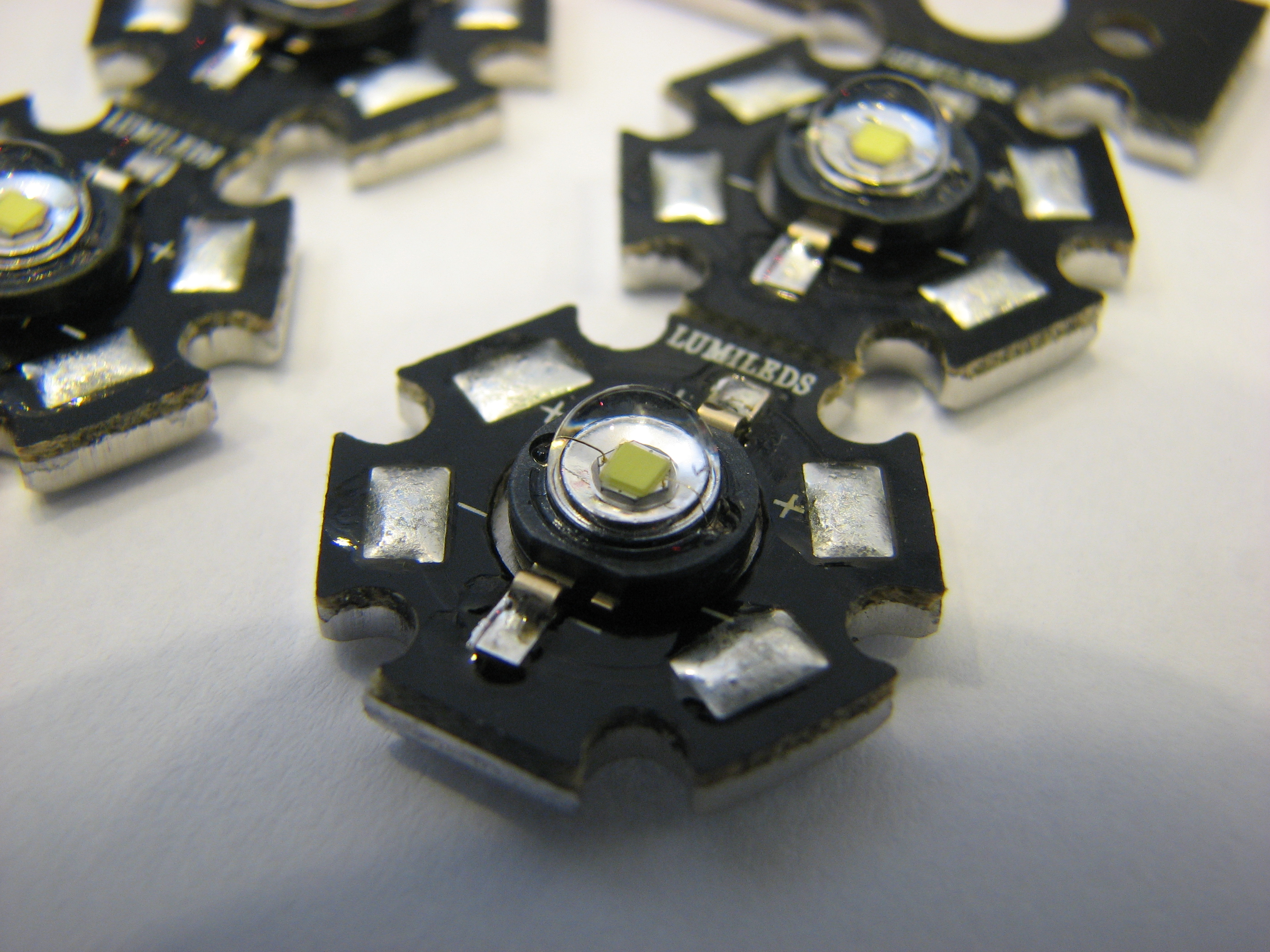
Diodos emisores de luz de alta potencia conectados a una base en estrella para led (Luxeon, Lumileds)

Ver también: Iluminación de estado sólido, Lámpara LED, ledes de Alta Potencia o HP-LED
Los ledes de alta potencia HP-LED (High-power LED) o de alta emisión HO-LED (del inglés High-Output LED) pueden controlarse con corrientes desde cientos de mA hasta de más de 1 amperio, mientras que otros ledes solo llegan a las decenas de miliamperios. Algunos pueden emitir más de mil lúmenes.
También se han alcanzado densidades de potencia de hasta 300 W/(cm²). Como el sobrecalentamiento de los ledes puede destruirlos, se tienen que montar sobre un disipador. Si el calor de un HP-LED no se transfiriera al medio, el aparato fallaría en unos pocos segundos. Un HP-LED puede sustituir a una bombilla incandescente en una linterna o varios de ellos pueden asociarse para constituir una lámpara led de potencia. Algunos HP-LED bien conocidos en esta categoría son los de la serie Nichia 19, Lumileds Rebel Led, Osram Opto Semiconductors Golden Dragon y Cree X-Lamp. Desde septiembre de 2009, existen ledes manufacturados por Cree que superan los 105 lm/W.
Ejemplos de la ley de Haitz, que predice un aumento exponencial con el tiempo de la emisión luminosa y de la eficiencia de un led, son los de la serie CREE XP-GE que alcanzó en 2009 los 105 lm/W y la serie Nichia 19 con una eficiencia media de 140 lm/W que fue lanzado en 2010.

### Accionados por corriente alterna
Semiconductor Seúl ha desarrollado ledes que puede funcionar con corriente alterna sin necesidad de un conversor DC. En un semiciclo, una parte del led emite luz y la otra parte es oscura, y esto sucede al contrario durante el siguiente semiciclo. La eficiencia normal de este tipo de HP-LED es 40 lm/W. Un gran número de elementos led en serie pueden funcionar directamente con la tensión de la red. En 2009, Semiconductor Seúl lanzó un led de alto voltaje, llamado 'Acrich MJT', capaz de ser gobernado por AC mediante un simple circuito de control. La baja potencia disipada por estos ledes les proporciona una mayor flexibilidad que a otros diseños originales de ledes AC.

### Aplicaciones. Variantes

#### De destellos intermitentes
Los ledes intermitentes se utilizan como indicadores de atención sin necesidad de ningún tipo de electrónica externa. Los ledes intermitentes se parecen a los ledes estándar, pero contienen un circuito multivibrador integrado que hace que los ledes parpadeen con un período característico de un segundo. En los ledes provistos de lente de difusión, este circuito es visible (un pequeño punto negro). La mayoría de los ledes intermitentes emiten luz de un solo color, pero los dispositivos más sofisticados pueden parpadear con varios colores e incluso desvanecerse mediante una secuencia de colores a partir de la mezcla de colores RGB.

#### Bicolores
Los ledes bicolor contienen dos ledes diferentes en un solo conjunto. Los hay de dos tipos; el primero consiste en dos troqueles conectados a dos conductores paralelos entre sí con la circulación de la corriente en sentidos opuestos. Con el flujo de corriente en un sentido se emite un color y con la corriente en el sentido opuesto se emite el otro color. En el segundo tipo, en cambio, los dos troqueles tienen los terminales separados y existe un terminal para cada cátodo o para cada ánodo, de modo que pueden ser controlados independientemente. La combinación de colores más común es la de rojo/verde tradicional, sin embargo, existen otras combinaciones disponibles como el verde tradicional/ámbar, el rojo/verde puro, el rojo/azul o el azul/verde puro.

#### Tricolores
Los ledes tricolores contienen tres ledes emisores diferentes en un solo bastidor. Cada emisor está conectado a un terminal separado para que pueda ser controlado independientemente de los otros. Es muy característica una disposición en la que aparecen cuatro terminales, un terminal común (los tres ánodos o los tres cátodos unidos) más un terminal adicional para cada color.

#### RGB
Los ledes RGB son ledes tricolor con emisores rojo, verde y azul, que usan generalmente una conexión de cuatro hilos y un terminal común (ánodo o cátodo). Este tipo de ledes pueden presentar como común tanto el terminal positivo como el terminal negativo. Otros modelos, sin embargo, solo tienen dos terminales (positivo y negativo) y una pequeña unidad de control electrónico incorporada.

#### Multicolores decorativos
Este tipo de ledes posee emisores de diferentes colores y están dotados de dos únicos terminales de salida. Los colores se conmutan internamente variando la tensión de alimentación.

#### Alfanuméricos
Los ledes alfanuméricos están disponibles como visualizadores de siete segmentos, como visualizadores de catorce segmentos o como pantallas de matrices de puntos. Los visualizadores (displays) de siete segmentos pueden representar todos los números y un conjunto limitado de letras mientras que los de catorce segmentos pueden visualizar todas las letras. Las pantallas de matrices de puntos usan habitualmente 5x7 píxeles por carácter. El uso de los ledes de siete segmentos se generalizó en la década de 1970 y 1980, pero el uso creciente de las pantallas cristal líquido ha reducido la popularidad de los ledes numéricos y alfanuméricos por su menor requerimiento de potencia y mayor flexibilidad para la visualización.

#### RGB Digitales
Son ledes RGB que contienen su propia electrónica de control "inteligente". Además de la alimentación y la conexión a tierra, disponen de conexiones para la entrada y la salida de datos y, a veces, para señales de reloj o estroboscópicas. Se encuentran conectados en una cadena margarita, con la entrada de datos al primer led dotada de un microprocesador que puede controlar el brillo y el color de cada uno de ellos, independientemente de los demás. Se usan donde sea necesaria una combinación que proporcione un control máximo y una vista mínima de la electrónica, como sucede en las cadenas luminosas navideñas o en las matrices de led. Algunos incluso presentan tasas de refresco en el margen de los kHz, lo que los hace aptos para aplicaciones básicas de vídeo.

#### Filamentos
Un filamento led consta de varios chips led conectados en serie sobre un sustrato longitudinal formando una barra delgada que recuerda al filamento incandescente de una bombilla tradicional. Los filamentos se están utilizando como una alternativa decorativa de bajo coste a las bombillas tradicionales que están siendo eliminadas en muchos países. Los filamentos requieren una tensión de alimentación bastante alta para iluminar con un brillo normal, pudiendo trabajar de manera eficiente y sencilla a las tensiones de la red. Con frecuencia un simple rectificador y un limitador capacitivo de corriente se emplean como una sustitución de bajo coste de la bombilla incandescente tradicional sin el inconveniente de tener que construir un convertidor de baja tensión y corriente elevada, tal como lo requieren los diodos led individuales. Normalmente se montan en el interior de un recinto hermético al que se le da una forma similar a la de las lámparas que sustituyen (en forma de bombilla, por ejemplo) y se rellenan con un gas inerte como nitrógeno o dióxido de carbono para eliminar el calor de forma eficiente. Los principales tipos de ledes son: miniatura, dispositivos de alta potencia y diseños habituales como los alfanuméricos o los multicolor.

### Fuentes de alimentación

Circuito básico para el encendido de un Led. Se compone de un led, una resistencia limitadora de corriente y una fuente de alimentación de tensión continua

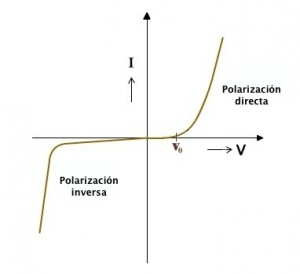
Curva característica de un diodo led con sus zonas de polarización directa e inversa

### Indicadores y lámparas de señales

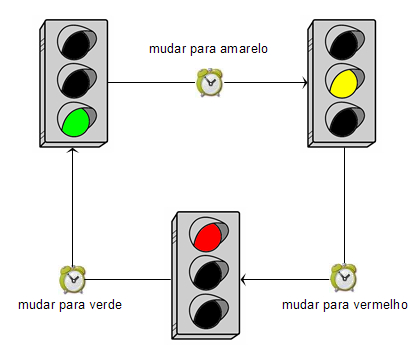
Ilustración de un semáforo con ledes rojo, amarillo y verde

## Consideraciones de uso